# Sarvilampi
Sarvilampi är en sjö i Finland. Den ligger i kommunen Rovaniemi i landskapet Lappland, i den norra delen av landet, 700 km norr om huvudstaden Helsingfors. Sarvilampi ligger 210,9 meter över havet. Arean är 26,1 hektar och strandlinjen är 2,45 kilometer lång. Sjön  ingår i Kemi älvs huvudavrinningsområde. 